# Francia en los Juegos Olímpicos de Londres 1908
Francia estuvo representada en los Juegos Olímpicos de Londres 1908 por un total de 208 deportistas que compitieron en 13 deportes.  
El portador de la bandera en la ceremonia de apertura fue el ciclista Émile Demangel.

## Medallistas
El equipo olímpico francés obtuvo las siguientes medallas:
| Nombre | Deporte            | Competición                  |
| --- | ------------------ | ---------------------------- |
| Oro |                    |                              |
| André Auffray Maurice Schilles                                                                                      | Ciclismo en pista  | Tándem M                     |
| Gaston Alibert | Esgrima            | Espada ind. M                |
| Gaston Alibert Herman Georges Berger Charles Collignon Bernard Gravier Alexandre Lippmann Eugène Olivier Jean Stern | Esgrima            | Espada por eqs. M            |
| Emile Thubron | Motonáutica        | Clase A M                    |
| Eugène Grisot | Tiro con arco      | Estilo continental 50 m M    |
| Plata |                    |                              |
| Georges André | Atletismo          | Salto de altura M            |
| Émile Demangel | Ciclismo en pista  | Contrarreloj M               |
| Maurice Schilles | Ciclismo en pista  | 5000 m M                     |
| Alexandre Lippmann                                                                                                  | Esgrima            | Espada ind. M                |
| Louis Vernet | Tiro con arco      | Estilo continental 50 m M    |
| Bronce |                    |                              |
| Joseph Dreher Louis de Fleurac Paul Lizandier                                                                       | Atletismo          | 3 mi por eqs. M              |
| André Auffray | Ciclismo en pista  | 5000 m M                     |
| Octave Lapize | Ciclismo en ruta   | 100 km                       |
| Eugène Olivier | Esgrima            | Espada ind. M                |
| Louis Ségura | Gimnasia artística | Concurso completo ind. M     |
| Eugène Balme Albert Courquin Raoul de Boigne Léon Johnson Maurice Lecoq André Parmentier                            | Tiro               | Rifle libre por eqs. 300 m M |
| Henri Bonnefoy Paul Colas Léon Lécuyer André Regaud                                                                 | Tiro               | Rifle por eqs. 50/100 yd M   |
| Gustave Cabaret | Tiro con arco      | Estilo continental 50 m M    |
| Henri Arthus Louis Potheau Pierre Rabot                                                                             | Vela               | 6 Metre M                    |